# SpaceX CRS-15
SpaceX CRS-15 (SpX-15) – piętnasta misja zaopatrzeniowa na Międzynarodową Stację Kosmiczną za pomocą statku Dragon Cargo w ramach programu Commercial Resupply Services. Start odbył się 29 czerwca 2018 roku. 1. człon rakiety był już wcześniej używany, w misji TESS, a kapsuła w misji SpaceX CRS-9.

## Ładunek
Statek Dragon w ramach lotu CRS-15 wyniósł 1712 kg w hermetycznej części statku i 985 kg w części niehermetycznej.

## Przebieg misji
29 czerwca 2018 roku o 09:42 czasu uniwersalnego rakieta Falcon 9 Block 4 wyniosła statek na orbitę. Statek został przechwycony przez ramię Canadarm2 i 2 lipca o 13:52 UTC został zadokowany do stacji. 3 sierpnia 2018 roku o godzinie 22:17 UTC statek wylądował na wodach Oceanu Spokojnego.